# Nataldillo brauni
Nataldillo brauni är en kräftdjursart som beskrevs av Karl Wilhelm Verhoeff1942. Nataldillo brauni ingår i släktet Nataldillo och familjen Armadillidae. Inga underarter finns listade i Catalogue of Life.